# 유명한 (기업인)
유명한(柳明韓, 1908년 1월 8일~1951년 6월 8일)은 일제강점기의 기업인으로, 본관은 진주이며, 평안남도 평양부 출신이다. 유한양행과 라초이를 설립한 기업가 유일한의 동생이자, 
유한산업(현 유유제약)을 3형제가 공동 설립한 유동한과 유특한의 형이다.

## 생애

### 기업인으로서의 행보
1936년 6월 20일에 유한양행 주식회사 대주주로 참여하여 기업인으로서의 경력을 시작하였으며, 1938년 7월 30일에는 유한양행 이사로, 1940년 7월 31일에는 같은 회사의 부사장으로 각각 선임되었다. 1941년 2월 28일에는 유한양행의 계열사인 유한무역 주식회사(현 유유제약)의 전무이사 겸 유한상사의 이사로 선임되었다. 그러나 같은 해에 친일적인 행보를 보인 것 때문에, 유한양행의 회장이던 형 유일한과는 사이가 틀어져 버렸다.

### 친일 행적
태평양 전쟁이 한창이던 1941년 8월 26일에는 경성부에 있는 종로경찰서를 방문한 자리에서 국방헌금 10,000원을 일본 제국 육군의 무기 구입비로 헌납했다. 1941년 12월 15일 유한양행의 사장으로 선임되었으며, 1941년 12월 27일에는 경성부의 종로경찰서를 다시 방문한 자리에서 '유한 애국기(柳韓 愛國機)' 1대 제작비 53,000원을 일본 제국 육군에 헌납했다. 이 가운데 27,000원은 유한양행 명의로, 10,000원은 각각 본인 명의와 만주유한공사의 명의로, 5,000원은 유한무역의 명의로, 1,000원은 직원 명의로 모금한 것이었다. 이와 같은 그의 친일 행보는 독립운동가이던 형 유일한과 동생 유특한의 분노를 샀다. 유일한과 유특한은 그를 창씨개명한 이름인 야나기하라 히로시(일본어: 柳原 博)로 부르며 무시했고, 1951년 유명한이 사망할 때까지 그와 절연하고 지냈다. 이러한 경력으로 인해 민족문제연구소의 친일인명사전 수록자 명단의 경제 부문에 수록되었다.

### 말년
1943년 9월 27일에는 유한제약공업 주식회사 이사장으로 선임되었으며, 광복 이후인 1945년 10월 26일에는 조선약품공업협회의 사무부 위원으로 선임되었다. 1948년 7월부터 1949년 9월까지는 제2대 한국제약협회 회장을 역임했다. 1950년 한국 전쟁이 발발했을 때 그는 급히 형제들인 유일한과 유특한에게 도움을 요청하였지만, 이들은 유명한의 친일 행적을 이유로 그를 무시했다고 한다. 결국 다음 해인 1951년 전쟁의 와중에 사망하고 만다.

## 참고자료
- 민족문제연구소 (2009). 〈유명한〉. 《친일인명사전 2 (ㅂ ~ ㅇ)》. 서울. 589 ~ 590쪽.

1. ↑  김필주 (2017년 3월 2일). “애국기업 유한양행의 감춰진 친일 행위 ‘이럴 수가…’”. 조세금융신문. 2023년 4월 30일에 확인함.
2. ↑  김필주 (2017년 3월 2일). “애국기업 유한양행의 감춰진 친일 행위 ‘이럴 수가…’”. 조세금융신문. 2023년 4월 30일에 확인함.